# Jerzy Kaczmarek (polityk)
Jerzy Kaczmarek (ur. 28 listopada 1942 w Lucjanowie) – polski spawacz blacharz, poseł na Sejm PRL VI kadencji.

## Życiorys
Uzyskał wykształcenie zasadnicze zawodowe. Od 1959 należał do Związku Młodzieży Socjalistycznej, następnie w 1962 wstąpił do Polskiej Zjednoczonej Partii Robotniczej. Pracował jako brygadzista w Jelczańskich Zakładach Samochodowych. Zasiadał w prezydium rady zakładowej. Pełnił także funkcję przewodniczącego zarządu zakładowego ZMS. W 1972 uzyskał mandat posła na Sejm PRL w okręgu Wrocław II. Zasiadał w Komisji Przemysłu Ciężkiego i Maszynowego.

## Odznaczenia
- Odznaka „Przodownik Pracy Socjalistycznej”